# Sei Tapah
Sei Tapah is een bestuurslaag in het regentschap Rokan Hilir van de provincie Riau, Indonesië. Sei Tapah telt 4118 inwoners (volkstelling 2010).